# Distretto di Rioja
Il distretto di Rioja è uno dei nove distretti  della provincia di Rioja, in Perù. Si trova nella regione di San Martín.

Ha per capitale la città di Rioja e conta 25.000 abitanti.